# معتمدية غنوش
معتمدية غنوش إحدى معتمديات الجمهورية التونسية، تابعة لولاية قابس.

### مواضيع ذات علاقة
- ولاية قابس.